# Tháng 11 năm 2010
Tháng 11 năm 2010 bắt đầu vào Thứ Hai và kết thúc sau 30 ngày vào Thứ Ba.